# Luis Ernesto Pérez

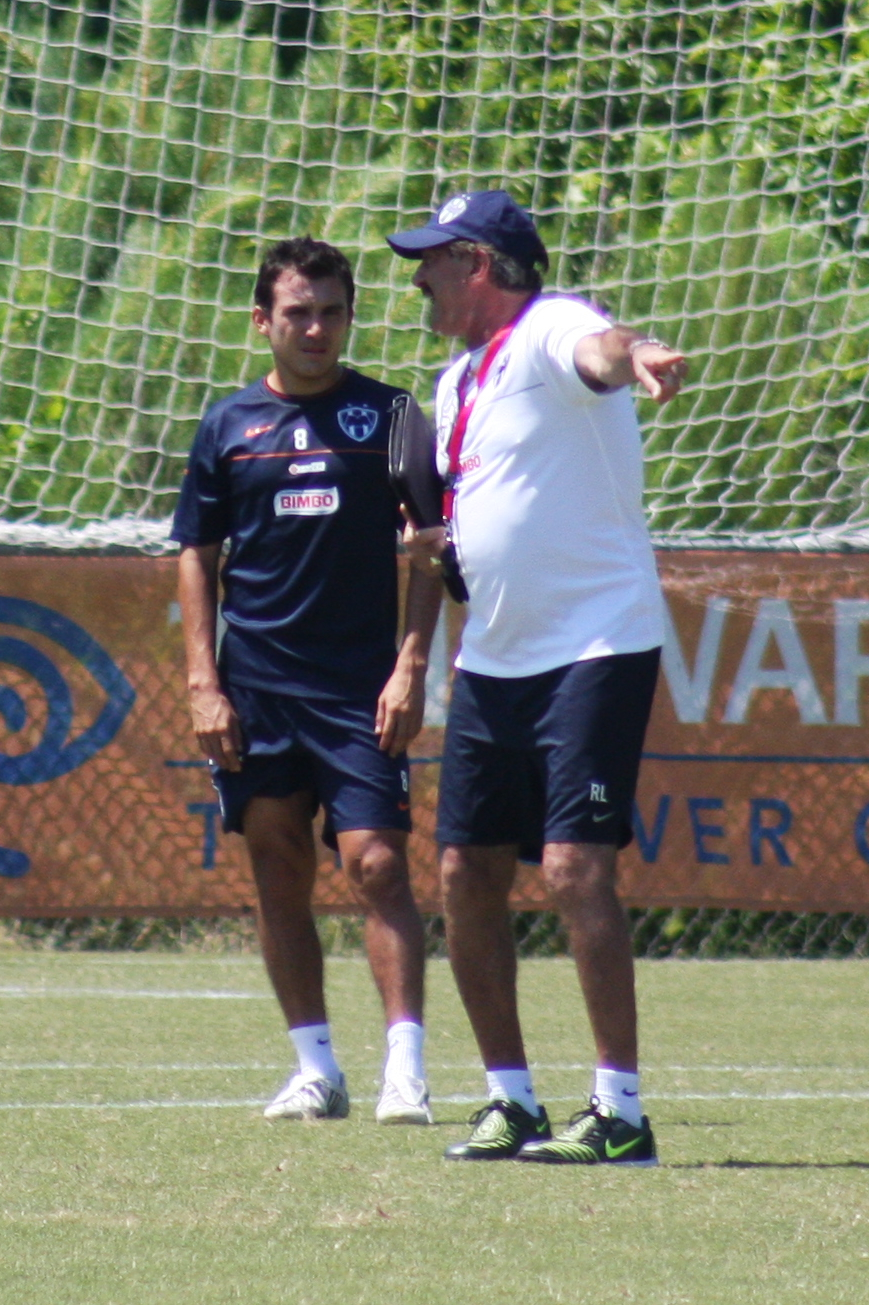
Luis Pérez (links) mit Ricardo Lavolpe

Luis Ernesto Pérez Gómez (* 12. Januar 1981 in Mexiko-Stadt) ist ein mexikanischer Fußballspieler.
Pérez spielte schon 1997 bei der U17-Weltmeisterschaft in Ägypten für sein Land und bereits am 17. November 1998 gab er sein Debüt in der mexikanischen A-Nationalmannschaft, noch bevor er sein erstes Spiel in der Primera División gemacht hatte. Das kam dann knapp 10 Monate später im Team von Necaxa. Über 100 Einsätze absolvierte er für den Club aus der Stadt Aguascalientes, bevor er 2002, nach dem Erreichen der Vize-Meisterschaft in der Sommersaison, zum CF Monterrey wechselte. Mit Monterrey wurde er 2003 Meister in der Clausura und in den folgenden Jahren zweimal Meisterschaftszweiter. Dabei entwickelte sich der zentrale Mittelfeldspieler in der Saison 2005/06 mit 14 Treffern auch zum erfolgreichen Torschützen.
In der Nationalmannschaft wurde er nach der WM 2002 Stammspieler, er spielte bei Olympia 2004 (U23-Auswahl) und beim Konföderationen-Pokal 2005 in allen Spielen. Mit fünf Toren in elf Partien trug er auch zur erfolgreichen Qualifikation seines Landes für die Fußball-Weltmeisterschaft 2006 in Deutschland bei, wo er zum WM-Aufgebot Mexikos gehört.

## Statistik
Stationen
- Necaxa (bis 2002)
- CF Monterrey (seit 2003)

Einsätze (Stand 11. Juni 2006)
- Primera División (Mexiko)

| Einsätze | Tore | Saison    | Verein    |
| -------- | ---- | --------- | --------- |
| 115      | 13   | 1999–2002 | Necaxa    |
| 128      | 28   | 2002–2006 | Monterrey |
| 243      | 41   | gesamt    |           |

- 53 Einsätze für die mexikanische Nationalmannschaft (8 Tore)

Titel / Erfolge
- CONCACAF Gold Cup: 2003
- Mexikanischer Meister: 2003-Clausura
- Mexikanischer Vize-Meister: 2002-Verano (Necaxa), 2004-Apertura, 2005-Apertura (Monterrey)
- Bester Liga-Neuling 1999 (Wintersaison)